# Cerkiew św. Mikołaja w Moskwie (Iljinka)
Cerkiew św. Mikołaja – prawosławna cerkiew w Moskwie, przy ulicy Iljinka w Kitaj-gorodzie, wzniesiona po 1680 r. i zniszczona w r. 1933. Nieoficjalnie określana była jako cerkiew św. Mikołaja „Wielki Krzyż” (ros. Большой Крест – Bolszoj Kriest). Reprezentowała styl baroku moskiewskiego. 

## Historia
Cerkiew została zbudowana po 1680 r. z fundacji Fiłatjewów, rodziny kupieckiej z Archangielska, na miejscu starszej, powstałej przed 1530 r. prawosławnej świątyni. Świątyni podczas poświęcenia nadane zostało wezwanie Zaśnięcia Matki Bożej, jednak rozpowszechniła się inna jej nazwa, św. Mikołaja, nawiązująca do ołtarza bocznego ukończonego w 1697 r. Fundatorzy cerkwi umieścili w niej krzyż ze 156 cząstkami relikwii różnych świętych, toteż cerkiew nazywano powszechnie również Wielkim Krzyżem. Nazwiska twórców pracujących przy budowie i dekoracji świątyni są nieznane.
Cerkiew została zniszczona na polecenie władz radzieckich w 1933 r. W 2019 r. odsłonięto i zakonserwowano jej fundamenty.

## Architektura
Cerkiew reprezentowała rozpowszechniony w XVII-wiecznej architekturze sakralnej Rosji układ przestrzenny, złożony z przedsionka, znacznie wyższej nawy głównej oraz zamkniętego trójbocznie głównego ołtarza. Jej cechą charakterystyczną była znaczna wysokość nawy głównej, wzniesionej na planie prostokąta i udekorowanej w taki sposób, by stwarzać wrażenie jak najwyższej. Ponadto, by nie odwracać uwagi od tej części cerkwi, rozmiary przedsionka maksymalnie zredukowano, zamiast, jak w innych XVII-wiecznych cerkwiach Moskwy, zbudować obszerne pomieszczenie połączone z bocznymi pomieszczeniami ołtarzowymi. Wejście do budynku prowadziło przez ganek, po murowanych schodach. W podklecie, na którym była usadowiona cerkiew, znajdował się magazyn towarów należący do Fiłatjewów. Całość wieńczyło pięć kopuł. Boczny ołtarz cerkwi znajdował się w odrębnym budynku, zbudowanym w konstrukcji „ośmiobok na czworokącie” i pełniącym równocześnie funkcję dzwonnicy. 
W wyglądzie świątyni wyraźne były wpływy zachodnioeuropejskiej architektury klasycystycznej, widoczne zwłaszcza w ozdobnym detalu ganku i obramowań okiennych oraz w podziale elewacji cerkwi na nierówne rzędy. Pod względem bogactwa dekoracji zewnętrznej cerkiew św. Mikołaja zdecydowanie przewyższała większość powstałych w tym czasie w Moskwie świątyń prawosławnych fundowanych przez osoby prywatne.